# 布拉德利岩
布拉德利岩（英語：Bradley Rock）是南極洲的岩石，處於弗倫奇海峽入口處西北面17公里，屬於威廉群島的一部分，由英國南極名稱諮詢委員會命名，現時由南極條約體系管理。